# Табакокурение в Эквадоре
Табакокурение в Эквадоре чаще распространено среди мужчин и молодых людей. Согласно исследованию 2004 года, курят 49,4% мужчин и 13,1% женщин страны. Более половины курильщиков в Эквадоре хотят бросить. Правительство Эквадора планировало сократить количество пассивного курения в общественных местах к 2012 году. Табачная промышленность Эквадора включает основных игроков Tabacalera Andina SA (дочерняя компания Philip Morris International Inc) и British American Tobacco (South America) Ltd. Ожидается, что курение сократится по мере того, как правительство принимает законы, а общественность становится более осведомлённой об опасностях курения. Курение распространено в барах и танцевальных клубах, но таблички о запрете курения в ресторанах Кито в целом соблюдаются.
В 2006 году Эквадор принял Рамочную конвенцию ВОЗ по борьбе против табака, в которой особое внимание уделяется среде, свободной от табачного дыма, реформам в области продвижения и маркетинга табачных изделий, упаковки и маркировки продуктов, а также чётким планам по принятию законов, способствующих отказу от табака.
В 2011 году парламент Эквадора принял Закон о контроле и регулировании табака, чтобы обеспечить соблюдение строгих правил в отношении продвижения и маркетинга табачных изделий. Он также включал запрет на курение в закрытых общественных местах, на рабочих местах, на спортивных мероприятиях, в медицинских учреждениях, учебных заведениях и общественном транспорте. Также были запрещены продажи через торговые автоматы или продажи несовершеннолетним. Графические предупреждения о последствиях употребления табака для здоровья должны занимать не менее 60% упаковки продукта. Позже в том же году правительство повысило налоги на табак, став страной с самой высокой ставкой в Латинской Америке.